# Миодраг Палошевић
Миодраг Палошевић (Београд, 1. децембар 1901 — Зеленгора, 13. мај 1945) био је српски и југословенски коњички официр, четник у одреду Војводе Вука, мајор Југословенске војске и командант Првог јуришног батаљона Четничких јединица Југословенске војске, а током Другог светског рата у чину потпуковника је био командант Ваљевског корпуса Југословенске војске у Отаџбини, потом помоћник главног инспектора трупа при Врховној команди ЈВуО и командант Школе резервних официра за официрске кандидате.

## Биографија
Миодраг Палошевић је рано остао сироче. Кад је српска војска 1915. године отпочела повлачење пред несразмерно надмоћнијим непријатељем, он се придружио војсци која је одступала са краљем Петром Карађорђевићем.
Било му је свега петнаест година кад је прешао Албанију и када је негде при повлачењу наишао на одред пуковника Војина Поповића, чувеног Војводе Вука.
Тако је млади Палошевић био повезан са четницима Војводе Вука и на тај начин постао четнички војник.
Са четницима је остао до онога дана док српска влада није нашла могућности да део своје омладине, који се нашао са војском, пошаље на школовање у савезничку Француску.
Миодраг Палошевић је после рата са једном од првих послератних класа завршио у Београду Војну академију.
Као коњички официр, службовао је у разним крајевима земље, понајвише у Београду, где је једно време био ордонанс-официр команданта града, генерала Воје Томића.
Пред сам рат, када су формиране јуришне јединице војске Краљевине Југославије, мајор Миодраг Палошевић је постављен за команданта Првог јуришног батаљона у Новом Саду. На челу тог батаљона ушао је у Априлски рат. После тешких губитака, које је батаљон претрпео неколико дана пре капитулације на бијељинском аеродрому. Мајор Палошевић се са нешто људства повукао у босанске планине. Крајем априла у околини Хан-Пијеска, срео је пуковника Дражу Михаиловића и ставио му се под команду.
Заједно са групом официра који су пратили Дражу Михаиловића, мајор Палошевић долази на Равну гору и присуствује проглашењу четничке организације као легитимног наследника борбе против Немаца. Мајор Палошевић, као један од најближих Михаиловићевих сарадника је био главни организатор четничког покрета. По црквеним портама и школским двориштима сазивао је ноћне зборове и објашњавао сакупљеном народу циљеве четничког покрета.
По успостављању привремене сарадње са партизанским одредима, Палошевић је био заповедник четничким одредима које су водиле борбе око Крагујевца у октобру 1941. и на Рапај Брду.
Мајор Палошевић је био увек присутан у Врховној команди ЈВуО. По формирању првих јачих јединица у лето 1942. мајор Палошевић је био на функцији главног инспектора трупа, а од 1943. био је командант Ваљевског корпуса, да би по организацији првих официрских школа ЈВуО постао командант Школе резервних официра за официрске кандидате у селу Ба.
Мајор Миодраг Палошевић је био задужен за организацију четника на подручју Краљева, Крушевца и Чачка. У извјештају који је послао 18. јануара 1942. генералу Драгољубу Михаиловићу, Палошевић преноси информације о ситуацији у Топлици и Јабланици, као и о потенцијалном хапшењу владике Николаја Велимировића од стране Њемаца, усљед блискости са четницима:
Сада је у Топлицу и Јабланицу упућена »казнена експедиција« од стране четника Косте Пећанца и са њима садејствује поп Мика са Јастребца који нас симпатише.
Мој одлазак у Јабланицу сада је немогућ.
Нашим доласком у овај крај извршена је у два маха блокада Трстеника и док Б. [Београд, тј. српска квислиншка влада Милана Недића — прим.] чини све да нам олакша боравак, продане душе на супрот чине разне смицалице, тако да има много заплашених, што смо ми присутни у овом крају, где није извршена ни од кога наша организација.

Владика Николај је обавештен од Аћимовића и Недића, да ће бити интерниран од стране Немаца због нашег боравка у овом крају. Да су чак у Београду чули да нас овде има тушта и тма, ма да смо све учинили са наше стране, да то нико од нас не сазна. Немачка шпијунажа ради пуном паром те је Аћимовић и Недић о томе обавештен.— Мајор Миодраг Палошевић
У извјештају војводе Доброслава Јевђевића послатом генералу Михаиловићу 18. јануара 1943. каже се да су се војвода Момчило Ђујић и мајор Палошевић одлучили да „кидају са Италијанима”, тј. да су „у ратном стању са Италијом”, као и да су напустили Книн. Јевђевић пише: „Мотивација је да смо ми и Италијани два света и да не можемо сарађивати.” Међутим, Доброслав Јевђевић наводи да је војвода Илија Трифуновић-Бирчанин наредио војводи Ђујићу и Палошевићу да се врате на своје положаје:
Пре одласка посетио сам војводу Бирчанина. Наредио је Ђујићу и Палошевићу да се у року од двадесет и четири сата врате на своја места и успоставе односе са Талијанима под претњом да ће их лишити положаја. Бирчанин је тежак болесник и у мени се бори сентименталан обзир према њему са грешкама које чини његова околина. Сам не знам како би се тај сплет решио.
Наиме, мајор Миодраг Палошевић је током 1942. и почетком 1943. био командант оперативних јединица Динарске четничке области. У писму које је Милан Шантић упутио 27. јануара 1943. мајору Захарију Остојићу, обавјештајући га о стању у Динарској четничкој дивизији, о мајору Палошевићу наведена су сљедећа запажања:
Војвода Бирчанин доделио је положај помоћника команданта мајору Палошевићу. Не бих смео тврдити да је то много срећан избор, јер имам импресију да Палошевић спада у ред људи којима су често потребни јевтини вашарски ефекти. И бојим се још да је лична сујета и код њега сувише подвучена, а то може бити разлог да се распре, свађа и разно разне струје и струјице, којих овде има у изобиљу, још више распире и узму нежељени ток. Војводски чинови и одликовања, које добронамерни Илија Бирчанин дели заслужнима сматрам да су несрећа у данашњој ситуацији. Човек и не слути какву мржњу и какве суревњивости изазивају војводски чинови. Можда због тога што сваки Србин сматра да и сам треба да буде војвода, а када већ он то не може да буде онда не остаје ништа друго до излив једне жучне мржње и пакости према другоме.
Војвода Момчило Ђујић (псеудоним »Бернардо«), послао је 27. марта 1943. године генералу Дражи Михаиловићу депешу, у којој оцјењује карактер и досадашњи рад мајора Миодрага Палошевића:
Мајор Палошевић напустио ову територију самовољно 17. о.м. Разлоге овога човека чудновате ћуди да му можете само Ви командовати, нисам примио и нисам га разрешио дужности. Налазим да је прави разлог недовољно познавање карактера и животних прилика народа ових крајева. По сазнању путује ка вама.
Већ сјутрадан је услиједио одговор Михаиловића:
Јављајте нам се редовно. За Палошевића није штета што Вас је напустио. Ја сам њега поставио само за Вашег помоћника и ово му је била последња прилика да нешто уради. Није имао да очекује никаква наређења директно од мене. Као војник је слаб, а као борац никакав. Од Вас је могао научити да буде храбар, али то му не иде у рачун.— Генерал Драгољуб Михаиловић
Након преформација преосталих четничких корпуса на састанку у Модричи 10. март 1945. Палошевић је добио задатак да командује Ђачком групом и са њом се заједно налазио на Зеленгори где је организација ЈВуО претрпела одлучујући пораз против партизанских јединица у мају 1945.
У одсудној бици на Зеленгори потпуковник Палошевић био у средњој колони Врховне Команде. После разбијања преосталих четничких снага, Палошевић је остао са групом од 25 војника и повлачио се испред партизанских јединица.
13. маја 1945. у покушају да пређе Сутјеску, налетео је на нову партизанску потеру, па се повукао у правцу Пиве. Ту га је сустигао и опколио један батаљон црногорске бригаде који је позивао и њега и његове борце на предају. У пуцњави која је затим настала, Палошевић је погинуо.
Да га партизани не би препознали, неко из његове пратње му је после погибије одсекао косу и браду. Његово тело је скупа са осталим изгинулима бачено у Сутјеску на утоку Дрине.